# Good Times Roll
Good Times Roll è il terzo singolo estratto dall'album di debutto dei The Cars, e la prima traccia presente nell'album. Nonostante non abbia centrato la top40 come i precedenti singoli dello stesso album, è una delle canzoni più importanti della band.